# Tennenlohe (Gottfriedsreuth)
Tennenlohe ist eine Wüstung auf dem Gemeindegebiet der Stadt Schwarzenbach an der Saale im Landkreis Hof (Oberfranken, Bayern).

## Geografie
Die Einöde lag auf einer Höhe von 554 m ü. NHN in einer beginnenden Talmulde des Posterlitzbaches, der im Süden vorbeifließt. Gottfriedsreuth lag 700 Meter nordöstlich und konnte nur durch unbefestigte Wege erreicht werden.

## Geschichte
Von 1797 bis 1810 unterstand Tennenlohe dem Justiz- und Kammeramt Hof. Infolge des Ersten Gemeindeedikts wurde Tennenlohe dem 1812 gebildeten Steuerdistrikt Martinsreuth und der zugleich entstandenen Ruralgemeinde Gottfriedsreuth zugeordnet. Der Ort wurde im Jahr 1952 sowohl in den amtlichen Ortsverzeichnissen wie auch topographischen Karten letztmals erwähnt.

### Einwohnerentwicklung
| Jahr      | 1861  | 1871  | 1885  | 1900  | 1925  | 1950  |
| Einwohner | 12    | 6     | 6     | 7     | 3     | 1     |
| Häuser    |       |       | 1     | 1     | 1     | 1     |
| Quelle    | [ 4 ] | [ 5 ] | [ 6 ] | [ 7 ] | [ 8 ] | [ 2 ] |

## Religion
Tennenlohe war evangelisch-lutherisch geprägt und nach St. Gumbertus (Schwarzenbach an der Saale) gepfarrt.